# Patrouille à l'aube
Patrouille à l'aube est la quatorzième histoire de la série Les Aventures de Buck Danny de Jean-Michel Charlier et Victor Hubinon. Elle est publiée pour la première fois dans le journal Spirou du no 863 au no 885. Puis est publiée sous forme d'album en 1955.

## Résumé
Un avion émet un SOS en mer du Japon. Aussitôt plusieurs avions du Valley Forge se mettent à sa recherche. À proximité de l'archipel de Shuri, Sonny finit par repérer l'épave d'un vieux PBY Catalina près d'un îlot désert mais aucune base ni aucun aéroport n'a signalé de perte d'avion.
De retour de leur vol de reconnaissance, afin d'éviter un trop large détour au porte-avions, Buck Danny et ses amis, accompagnés d'un médecin, embarquent à bord d'un hélicoptère S-55 afin de porter secours à d'éventuels survivants. À peine arrivés, ils constatent que la situation est autrement compliquée et que quelqu'un a cherché à faire disparaître l'épave.
Un comité d'accueil les attend. Ils se retrouvent prisonniers d'un ancien commandant de sous-marin allemand à la recherche d'un trésor englouti dans son ancien sous-marin coulé.... Et voilà les héros forcés de plonger en scaphandre à la merci de poulpes géants.

## Contexte historique
Le thème s'inspire d'un épisode réel de la seconde guerre mondiale, où lors de l'écroulement du Troisième Reich, des sous-marins allemands de grande croisière auraient tenté de gagner le Japon pour continuer la guerre.

## Avions

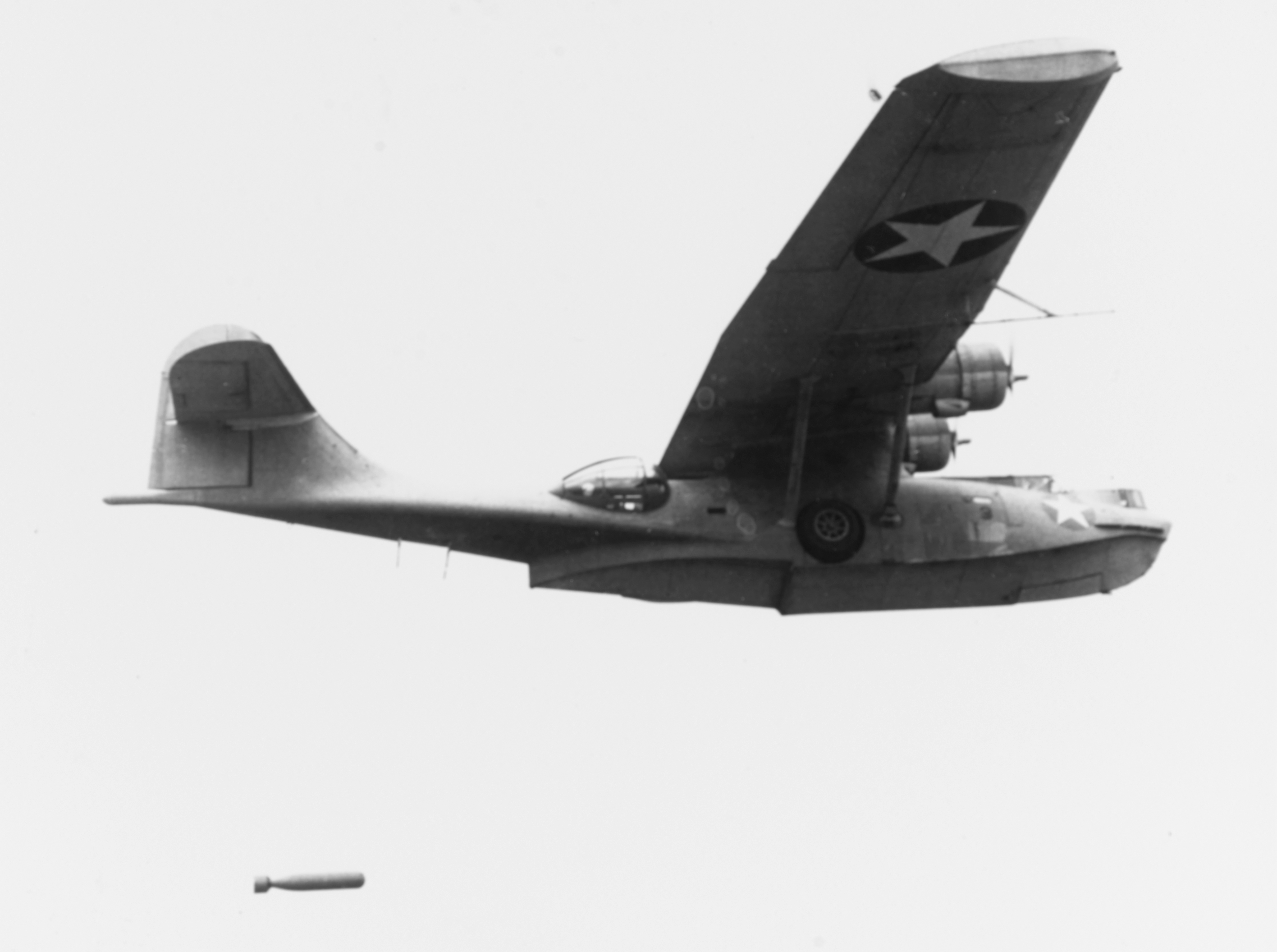
Un PBY Catalina utilisant un détecteur d'anomalie magnétique.

Cet épisode met en valeur le bombardier torpilleur embarqué Grumman Avenger TBF-1, et le bimoteur amphibie PBY Catalina. Les auteurs disposent désormais d'une documentation technique plus riche, et ils montrent une utilisation du système américain de repérage anti-sous-marin dit « punaise morte » qui a précédé le système des bouées sonar.

## Historique
Les dessins originaux du combat des trois héros contre une pieuvre géante dans l'épave du sous-marin coulé ont été jugés trop effrayants par la Commission de Surveillance de la Presse des Jeunes. Convoqué par le ministère de l'information, Hubinon a été obligé de modifier ses dessins sous peine d'une interdiction du journal Spirou.